# En route pour l'Ouest
Pour plus de détails, voir Fiche technique et Distribution.
En route pour l'Ouest (titre original : Californy 'er Bust) est un court métrage d'animation américain de la série de Dingo, réalisé par Jack Kinney et produit par les studios Disney, sorti le 13 juillet 1945 aux États-Unis.

## Synopsis
Dingo et ses congénères refont le voyage en chariots vers la Californie.

## Fiche technique
- Titre français : En route pour l'Ouest
- Titre original : Californy 'er Bust
- Autres titres[1] :
  -  Suède : Jan Långben bland indianer
- Série : Dingo
- Réalisation : Jack Kinney
- Scénario : Bill Peet[1],[2]
- Musique originale : Paul J. Smith[2]
- Animateur[1],[2] : Al Bertino, Jack Boyd, Andy Engman, John Sibley
- Décors : Claude Coats
- Layout : Lance Nolley
- Producteur : Walt Disney
- Société de production : Walt Disney Productions
- Distributeur : RKO Radio Pictures
- Pays d'origine :  États-Unis
- Langue : Anglais
- Format : Couleur (Technicolor) - Son : Mono (RCA Sound System)
- Durée : 7 min 40 s[2]
- Date de sortie : 
  - États-Unis : 13 juillet 1945[3]

## Voix originales
- Pinto Colvig : Dingo (voix)[1]
- John McLeish : le narrateur

## Voix françaises
- Gérard Rinaldi : le narrateur / Dingo / le cheval

## Voir  aussi

### Liens  externes
- « En route pour l'Ouest » (présentation de l'œuvre), sur l'Internet Movie Database